# یخچال لله‌بیگ
یخچال لله‌بیگ مربوط به دوره قاجاریان است و در شهرستان تبریز، بخش مرکزی، خ امام خمینی - روبروی خ تربیت -کوچه شهید یوشاری- جنب هنرستان دخترانه میر عماد واقع شده و این اثر در تاریخ ۲۵ آبان ۱۳۸۴ با شمارهٔ ثبت ۱۳۸۵۰ به‌عنوان یکی از آثار ملی ایران به ثبت رسیده است.